# F1 Race Stars
F1 Race Stars – komputerowa gra wyścigowa o tematyce Formuły 1, wyprodukowana przez brytyjskie studio Codemasters. Gra została wydana 13 listopada 2012 roku na platformy PC, PlayStation 3 oraz Xbox 360. 10 grudnia gra została wydana pod tytułem F1 Race Stars: Powered Up Edition na Wii U.

## Rozgrywka
Tory wyścigowe w F1 Race Stars były wzorowane na tych w rzeczywistości, jednak ich nie przypominają. Na trasach znajdują ułatwienia pomagające zwyciężyć, ale i przeszkody typu wysuwające się z nawierzchni kolczatki, skomplikowane pętle czy korkociągi. Na torach znajdują się także skocznie.
Postacie kierowców wyścigowych zostały przedstawione w formie karykatur.
Na rozgrywkę składa się kilka trybów gry takich jak mistrzostwa, gra wieloosobowa przez Internet oraz tryb wyścigu na podzielonym ekranie (dla maksymalnie czterech graczy).

## Produkcja i wydanie
Gra została zapowiedziana 13 lipca 2012 roku. Produkcja została wydana 13 listopada 2012 roku na platformy PC, PlayStation 3 oraz Xbox 360 przez Codemasters. 10 grudnia została wydana pod tytułem F1 Race Stars: Powered Up Edition na Wii U. Gra została rozszerzona o tory wyścigowe w Europie, Kanadzie, Indiach i Chinach i dziewięć pakietów z gadżetami.